# Scandix falcata
Scandix falcata är en flockblommig växtart som beskrevs av Friedrich August Marschall von Bieberstein. Scandix falcata ingår i släktet nålkörvlar, och familjen flockblommiga växter. Inga underarter finns listade i Catalogue of Life.